# 明戈 (愛荷華州)
明戈（英語：Mingo）是一個位於美國愛荷華州傑斯帕縣的城市。

## 地理
明戈的座標為41°46′04″N 93°17′02″W / 41.76778°N 93.28389°W，而該地的平均海拔高度為255米（即837英尺）。

## 人口
根據2010年美國人口普查的數據，明戈的面積為1.58平方千米，當中陸地面積為1.58平方千米，而水域面積為0.00平方千米。當地共有人口302人，而人口密度為每平方千米191人。在2020年美國人口普查依然維持在302人的相同數據。